# Побле, Дмитрий Иосифович
Дмитрий Иосифович Побле (1895—1944) — генерал-майор Рабоче-крестьянской Красной Армии, участник Первой мировой, Гражданской и Великой Отечественной войн, Краснознамёнец (1924).

## Биография

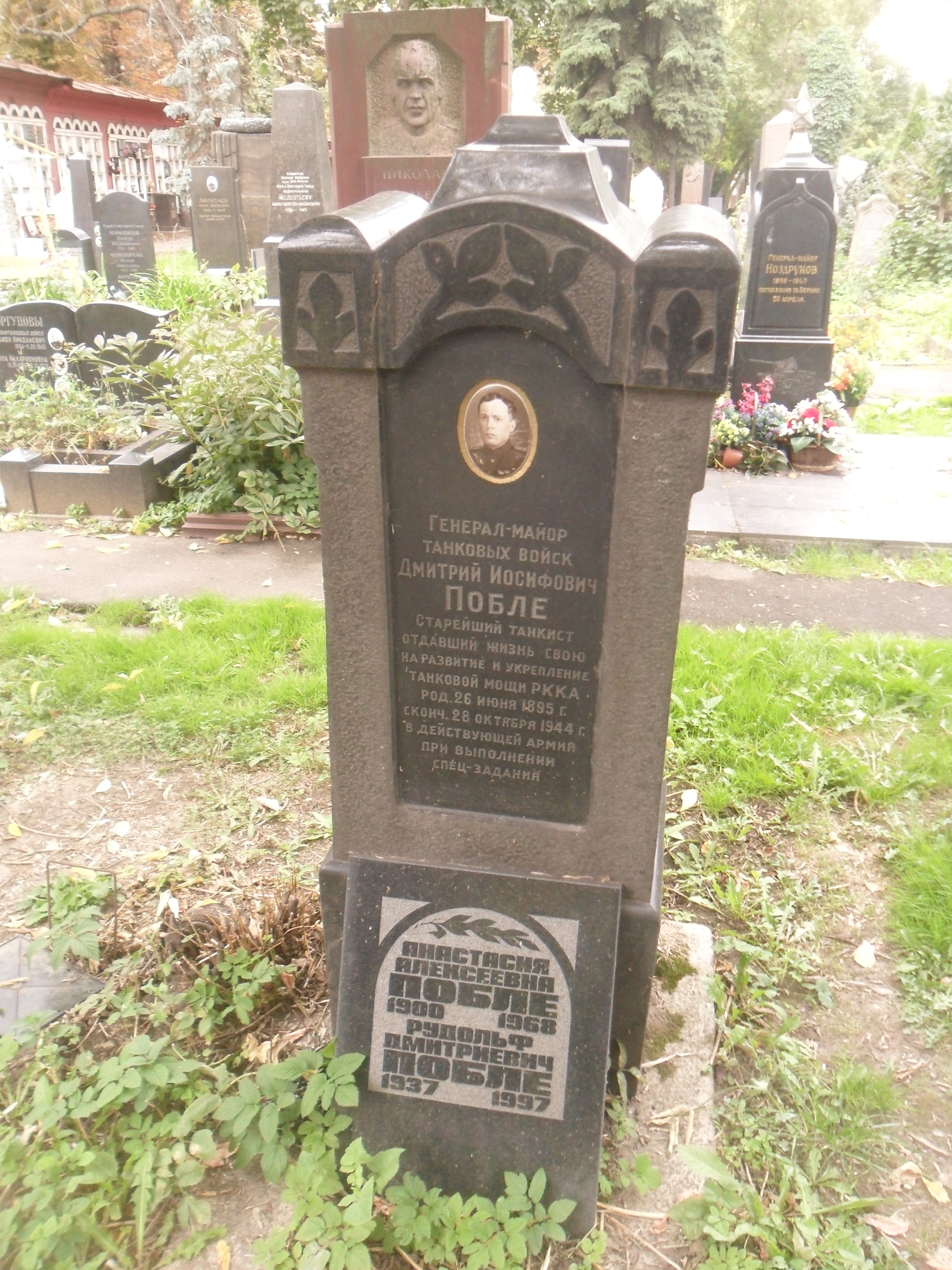
Могила Побле на Новодевичьем кладбище Москвы.

Родился 26 июня 1895 года. Участник Первой мировой войны. Окончил ускоренный курс в Казанском военном училище. Был выпущен в чине прапорщика в 24-й Сибирский стрелковый полк. В августе 1917 года  произведен в чин штабс-капитана. В 1918 году пошёл на службу в Рабоче-крестьянскую Красную Армию. Участвовал в боях Гражданской войны.
Приказом Революционного Военного Совета Республики № 335 в 1924 году бывший командир 2-го батальона 4-го стрелкового полка 2-й Московской бригады курсантов Дмитрий Иосифович Побле был награждён орденом Красного Знамени РСФСР.
После окончания войны продолжил службу в армии. Окончил Военную академию имени М. В. Фрунзе. В годы Великой Отечественной войны служил начальником штаба сначала 26-го механизированного корпуса, затем 16-го танкового корпуса. 7 февраля 1943 года Побле было присвоено звание генерал-майора танковых войск, служил заместителем командующего бронетанковыми и механизированными войсками Брянского фронта. Скончался от болезни 28 октября 1944 года, похоронен на Новодевичьем кладбище Москвы.
Был награждён двумя орденами Красного Знамени и орденом Красной Звезды, медалью.